# Estádio de Baucau
Estádio de Baucau – to wielofunkcyjny stadion w Baucau w Timorze Wschodnim. Jest używany głównie dla meczów piłki nożnej oraz zawodów lekkoatletycznych. Swoje mecze rozgrywa na nim drużyna piłkarska Fima Sporting.